# Робърт Грей
Робърт Грей (на английски: Robert Gray) е американски мореплавател, извършил първото околосветско плаване под флага на САЩ.

## Ранни години (1755 – 1787)
Роден е на 10 май 1755 година в Тивъртън, щата Роуд Айлънд, САЩ. Участва във Войната за независимост на американските колонии, а след това постъпва на служба в търговска компания, базирана в Бостън.

## Околосветски плавания (1787 – 1793)

### Първо околосветско плаване под флага на САЩ (1787 – 1790)
След приключването на войната и извоюването на независимостта на английските колонии в Северна Америка, бостънските търговци вземат в свои ръце снабдяването на новообразуваните Съединени щати с чай, доставян преди това от Британската Източноиндийска компания. В същото време се откриват големи възможности за търговия със западното крайбрежие на континента, където да се доставят американски стоки, а от там евтино да се закупят ценни животински кожи, които се ценят особено много в Китай. Поради това бостънските търговци организират през 1787 морска експедиция на запад за кожи, които да се продадат в Китай и оттам да се достави чай. За целта са оборудвани два кораба „Лейди Вашингтон“ и „Колумбия“ (212 тона), за капитани на които са назначени Робърт Грей и Джон Кендрик.
На 30 септември 1787 г., корабите отплават от Бостън, спускат се до южната част на Южна Америка, заобикалят през януари 1788 нос Хорн, изкачват се на север покрай тихоокеанското крайбрежие на Америка и на 17 септември 1788 достигат района на днешния остров Ванкувър, където Грей и Кендрик закупуват голямо количество кожи от местните индианци. С товара от кожи в края на 1789 Грей с „Колумбия“ напуска западните брегове на Северна Америка и заминава за Китай, а „Лейди Вашингтон“ остава покрай западните брегове на континента.
Грей пресича Тихия океан, преминава покрай Хавайските острови и в началото на 1790 пристига в южнокитайското пристанище Кантон, където изгодно продава кожите. С парите от тях закупува голямо количество чай, пресича Индийския океан, заобикаля Африка от юг и на 9 август 1790 се завръща в Бостън, като по този начин, извършва първото околосветско плаване под флага на САЩ.

### Второ околосветско плаване (1790 – 1793)
Успешната печалба подтиква бостънските търговци само шест седмици след завръщането му да го изпратят на ново плаване. На 28 септември 1790, на борда на „Колумбия“, отплава от Бостън по същия маршрут и пристига на остров Ванкувър през лятото на 1791, където отново се заема със закупуване на кожи. По време на зимуването е построен малък бързоходен кораб, който през април 1792 изпраща към бреговете на Аляска, където американците закупуват от местните индианци голямо количество кожи.
Сам Грей през същата 1792 г., изследва западното крайбрежие на Северна Америка на юг от залива Нутка (49º 35` с.ш.), като безуспешно се опитва да намери устието на откритата през 1775 от Бруно де Есета река Колумбия. В началото на май възобновява търсенето на устието на Колумбия започвайки от 47° с.ш. на юг. На 46º 57` с.ш. открива залива Грейс Харбър, а на 11 май, на 46º 15` с.ш., вторично открива устието на реката и извършва първото плаване по нея на 40 км и се убеждава, че реката е достъпна за морски съдове. В устието на реката Грей издига американското знаме и по този начин прави първата заявка на САЩ за тези територии в Американския Запад, които през първата четвърт на XIX в. започват да се наричат Орегон, на север Вашингтон.
След направените открития по западното крайбрежие на Северна Америка Грей отплава на 3 октомври 1792, повтаря маршрута си от първото си плаване и през декември достига до Кантон, продава кожите, закупува чай и през юли 1793 се завръща в Бостън.

## Следващи години (1793 – 1806)
След двете си околосветски плавания Грей продължава службата си в бостънската търговска компания, участва във Френско-американската война от 1798 – 1800, извършва нови търговски плавания и умира през юли 1806 година на кораба си близо до Чарлстън, Южна Каролина, на 51-годишна възраст.

## Памет
Неговото име носят:
- град (46°21′ с. ш. 123°37′ з. д. / 46.35° с. ш. 123.616667° з. д.) в щата Вашингтон, САЩ;
- залив (46°57′ с. ш. 124°03′ з. д. / 46.95° с. ш. 124.05° з. д.) на Тихия океан на западното крайбрежие на щата Вашингтон, САЩ;
- нос (46°16′ с. ш. 123°46′ з. д. / 46.266667° с. ш. 123.766667° з. д.) на северния бряг на естуара на река Колумбия в щата Вашингтон, САЩ;
- река (46°18′ с. ш. 123°41′ з. д. / 46.3° с. ш. 123.683333° з. д.) десен приток на река Колумбия в щата Вашингтон, САЩ.